# Разнояйцевые близнецы
Разнояйцевые  или Разнояйцо́вые близнецы́ (многояйцевые, гетерозиго́тные или дизиго́тные) — результат многоплодной беременности, возникшей вследствие оплодотворения двух и более яйцеклеток и развития двух или более плодов (близнецов). Таким образом, на свет появляются близнецы, похожие друг на друга как братья и сёстры и обладающие разным генотипом. Вероятность многоплодной беременности повышается с увеличением возраста матери — выход двух и большего числа одновременно созревших яйцеклеток. Кроме того, многоплодная беременность чаще встречается в тех случаях, когда один или оба родителя родились в результате многоплодной беременности. Разнояйцевые близнецы, в отличие от однояйцевых, могут быть как однополыми, так и разнополыми. Группы крови у гетерозиготных близнецов также могут быть одинаковыми или разными (у однояйцевых близнецов группы крови всегда абсолютно идентичны). Среди рождающихся близнецов преобладают мальчики. Разнояйцевые близнецы не обязательно зачаты во время одного полового акта — разница может составлять несколько дней (этим объясняется различная степень зрелости близнецов в некоторых случаях). Известно, что иногда разнояйцевые близнецы могут родиться от разных отцов. Это явление называется суперфекундация. В некоторых случаях разнояйцевые близнецы имеют общую сросшуюся плаценту (что затрудняет их различение в роддоме от однояйцевых, особенно в случае рождения однополых «похожих» близнецов). В последние годы частота возникновения многоплодной беременности возрастает в связи с применением препаратов, стимулирующих овуляцию (кломифен, пергонал и других), а также развитием и распространением практики экстракорпорального оплодотворения (ЭКО).
В случае разнояйцевой двойни каждое из плодных яиц (бластоцист) после внедрения в децидуальную (отпадающую) оболочку стенки матки образует свои водную и ворсинчатую оболочку, из которых в дальнейшем развивается для каждого плода отдельная (собственная) плацента с самостоятельной сетью фетальных кровеносных сосудов. При этом зачастую плаценты остаются раздельными. Даже в случаях, когда края плацент тесно прилегают друг к другу (как бы сливаются в единое целое), ворсинчатая и водная оболочки каждого из плодных яиц, тем не менее, остаются раздельными, а капсулярная оболочка у них общая.
Разнояйцевые близнецы (как и однояйцевые) бывают не только двойняшками, но и тройняшками, четверней и так далее вплоть до 9 детей. Кроме того, зафиксированы случаи, когда, например, в тройне рождались два идентичных (гомозиготных) близнеца и один неидентичный (гетерозиготный по отношению к остальным двум).